# Мерешешть (Мехедінць)
Мерешешть, Мерешешті (рум. Mărășești) — село у повіті Мехедінць у Румунії. Адміністративно підпорядковане місту Бая-де-Араме.
Село розташоване на відстані 270 км на захід від Бухареста, 43 км на північ від Дробета-Турну-Северина, 145 км на південний схід від Тімішоари, 112 км на північний захід від Крайови.

## Населення
За даними перепису населення 2002 року у селі проживали 930 осіб, усі — румуни. Усі жителі села рідною мовою назвали румунську.

## Видатні уродженці
- Ольгуца Бербек — румунська співачка, виконавиця народної музики.